# Alexander Wendt
Alexander Wendt (* 12 tháng 6 1958 tại Mainz, Đức) là một nhà khoa học chính trị người Mỹ gốc Đức. Ông là một trong những người thành lập và đại diện tiêu biểu cho chủ nghĩa Kiến tạo trong ngành Quan hệ quốc tế.

## Tiểu sử
Gia đình Wendt nửa Đức nửa Mỹ dọn sang Hoa kỳ khi ông được 2 tuổi. Từ 1977–1982, Wendt học tại Macalester College ở St. Paul (Minnesota) khoa học chính trị và triết học. 7 năm sau khi tốt nghiệp ông lấy bằng tiến sĩ. Ở University of Minnesota giáo sư đỡ đầu cho ông là Raymond Duvall, người tạo nên hứng thú cho ông nghiên cứu về lý thuyết xã hội.
Từ 2004, ông là giáo sư Mershon về an ninh quốc tế tại khoa khoa học chính trị tại Ohio State University với chủ đề chính "Lý thuyết của quan hệ quốc tế", "Triết lý của khoa học xã hội" và "các tổ chức quốc tế".
Những trạm trước đó trong sự nghiệp của ông là University of Chicago (1999-2004: giáo sư, khoa khoa học chính trị), Dartmouth College (1997-1999: giáo sư, khoa chính phủ) và Yale University (1995-1997:giáo sư, 1989-1995: phó giáo sư, khoa khoa học chính trị).

## Social Theory of International Politics
Tác phẩm của Wendt mà thường được trích dẫn nhất cho tới ngày nay là Social Theory of International Politics (Cambridge University Press, 1999), mà phát triển từ bài luận 1992 "Anarchy Is What States Make Of It". Social Theory of International Politics tự đặt cho mình vào vị trí để đối đáp với tác phẩm của Kenneth Waltz 1979, Theory of International Politics, cuốn sách kinh điển của trường phái Tân hiện thực.
Dựa vào những lý thuyết tự do, ông tấn công mô thức chính trị của chủ nghĩa tân hiện thực, trong một tình trạng vô chính phủ các quốc gia chỉ trong các trường hợp ngoại lệ mới có thể hợp tác với nhau, vì họ ích kỷ và chỉ hành động vì nên an ninh của riêng mình. Wendt lý luận, các hoạt động của các quốc gia không chỉ bị ảnh hưởng từ các cấu trúc, mà còn vì các quá trình đối đáp và học hỏi. Trong quá trình học hỏi và tác động qua lại, các quốc gia có khả năng, không chỉ thay đổi cách ứng xử, mà cả bản sắc và lợi ích. Như vậy các quốc gia có khả năng để hợp tác với nhau, cũng như là họ có khả năng để hành xử một cách ích kỷ.
„ Học thuyết xã hội" này, thử giải thích lợi ích và bản sắc của các chủ thể, Wendt gọi theo Nicholas Onuf đó là chủ nghĩa kiến tạo và giới thiệu nó vào ngành quan hệ quốc tế. Học thuyết của ông hình thành trong lúc có những sự thay đổi lớn lao trong hệ thống quốc tế cuối thập niên 1980, lúc kết thúc cuộc chiến tranh lạnh.
| “                                                                           | Mục đích của tôi trong bài viết này là để bắt cầu giữa 2 truyền thống Chủ nghĩa tân hiện thực đối đầu với chủ nghĩa tân tự do bằng cách phát triển lý luận kiến tạo, rút ra từ xã hội học cấu trúc và Symbolic interactionism, về lập luận phía tự do là các tổ chức quốc tế có thể thay đổi bản sắc và lợi ích quốc gia. Khác hẳn với lý thuyết kinh tế mà phổ thông trong giới hàn lâm hệ thống quốc tế, các lý luận ở đây bao gồm một hình thức lý thuyết hệ thống xã hội tâm lý trong đó bản sắc và lợi ích là những biến số lệ thuộc với nhau. | ” |
| — Wendt, Alexander International Organization, Vol. 46 No. 2, S. 394 (1992) | |   |

### Sách
- Social Theory of International Politics, Cambridge University Press, 1999, ISBN 0-521-46960-0

### Bài viết
- „The agent-structure problem in international relations theory“ in International Organization, vol. 41, no. 3, 1987.
- „Anarchy is what states make of it: the social construction of power politics“ in International Organization, vol. 46, no. 2, 1992.
- „The Difference that Realism Makes: Social Science and the Politics of Consent.“ (with Ian Shapiro) in Politics and Society 20:197-223, 1992
- „Dependent State Formation and Third World Militarization“ (with Michael Barnett) in Review of International Studies, 19, 321-347., 1993
- „Collective identity formation and the international state“ in American Political Science Review, vol. 88, no. 2, 1994.
- „Hierarchy Under Anarchy: Informal Empire and the East German State“ (with Daniel Friedheim), International Organization, 49, 689-721, 1995
- „Constructing international politics“ in International Security, vol. 20, no. 1, 1995.
- „On Constitution and Causation in International Relations“, Review of International Studies, 24 (special issue), 101-118, 1998
- „Driving with the rearview mirror: on the rational science of institutional design“ International Organization, vol. 55, no. 4, 2001
- „Why a world state is inevitable“ in European Journal of International Relations, vol. 9, no. 4, 2003.
- „The state as person in international theory“ in Review of International Studies, vol. 30, no. 2, 2004.
- „Sovereignty and the UFO“ (with Raymond Duvall) in Political Theory, Vol. 36, No. 4, 607-633, 2008, Abstract Lưu trữ ngày 26 tháng 2 năm 2010 tại Wayback Machine.

### Đóng góp trong sách nhiều người viết
- „Institutions and International Order“, 1989 (with Raymond Duvall) In Global Changes and Theoretical Challenges edited by E. Czempiel, and J. Rosenau. Lexington, Mass.: Lexington Books.
- „The International System and Dependent Militarization“, 1992 (with Michael Barnett), in Brian Job, ed., The Insecurity Dilemma: National Security of Third World States, Boulder: Lynne Rienner, pp. 97–119.
- „Norms, Identity and Culture in National Security“, 1996 (with Ronald Jepperson and Peter Katzenstein), in Katzenstein, ed., The Culture of National Security, New York: Columbia University Press, pp. 33–75.
- „What is IR For?: Notes Toward a Post-Critical View“, 2000 in Richard Wyn Jones, ed., Critical Theory and World Politics, Boulder: Lynne Rienner, pp. 205–224.
- „Rationalism v. Constructivism: A Skeptical View“, 2002 (with James Fearon) In Handbook of International Relations, edited by W. Carlsnaes, T. Risse, and B. Simmons. London: Sage.
- „Social Theory' as Cartesian Science: An Auto-Critique from a Quantum Perspective“, 2006 In Constructivism and International Relations, edited by Stefano Guzzini and Anna Leander. London: Routledge.
- „Militant Agnosticism and the UFO Taboo“ (with Raymond Duvall) S. 269ff., in: Leslie Kean: UFOs - Generals, Pilots and Government Officials Go On the Record. Harmony Books, New York 2010, ISBN 978-0-307-71684-2.